# 葉恩
葉恩（1513年—？），字嗣光，一字永錫，直隸山陽縣人，錦衣衛軍籍，明朝政治人物。

## 生平
嘉靖二十五年（1546年）丙午科順天府鄉試第三十六名舉人。嘉靖二十九年（1550年）中式庚戌科會試第一百二十一名，三甲第二十五名進士。三十年授榆次县知县，三十三年正月选授南京河南道試監察御史，曾弹劾浙江总督李天寵失误军机，三十八年以事贬浙江归安县知县，不畏强御，浙江人號曰“鐵面”。次年升南阳府同知。

## 家族
曾祖葉洋，贈都察院右都御史；祖父葉寶；父葉策，監生。母王氏。永感下。兄科、稼、儒。弟思、稷、愚、恕、愿。子允武，號健菴，邑廪生，以文入武，中萬曆癸巳武舉會元，未仕。